# 中朝事実
『中朝事実』（ちゅうちょうじじつ）は、山鹿素行が記した尊王思想の歴史書。寛文9年（1669年）に著わした。全2巻。付録1巻。山鹿素行は儒学と軍学の大家である。

## 『中朝事実』の内容
中国は中朝や中華を自称しているが、日本こそが中朝（中華）であるというのが、この書の主張である。当時の日本では儒学が流行し、中国の物は何でも優れ日本の物は劣る、という中国かぶれの風潮があった。また、儒教的世界観では、中国の帝国が周辺の野蛮人の国よりも勢力も強く、倫理的にも優れるという中華思想が根本にあった。素行はこの書で、この中華思想に反論した。当時中国は漢民族の明朝に代わって万里の長城の北の野蛮人の満州族による征服王朝の清朝となっていた。また歴史を見ると、中国では易姓革命で王朝が何度も替わって家臣が君主を弑することが何回も行われている。中国では君臣の義が守られてもいないのに対して日本は、外国に支配されたことがなく、万世一系の天皇が支配して君臣の義が守られているとした。

## 山鹿素行の「万世一系」論
江戸時代、尊皇家は天皇への尊崇と支持を高めるため、皇室の大変な古さと不変性という「万世一系」を強調した。山鹿素行は、神武天皇に先立つ皇統の神代段階は200万年続いたと主張している。『中朝事実』で下のように論じている。

## 刊本
- 山鹿高興 著『中朝事實』上,下,乃木希典,国立国会図書館デジタルコレクション
- 『山鹿素行全集 思想篇』広瀬豊編　岩波書店 1940-42
- 『山鹿素行』日本教育思想大系：日本図書センター 1979
- 『山鹿素行「中朝事実」を読む』致知出版社 2015。荒井桂・現代語訳
- 『中朝事実　日本建国の物語』錦正社 2024。秋山智子・現代語編訳